# Tadeusz Krepski
Tadeusz Krepski (ur. 13 września 1920 w Załężu, zm. 14 lipca 1988 w Poznaniu) – generał dywizji pilot Sił Zbrojnych PRL, dowódca Wojsk Lotniczych (1976–1983), członek Wojskowej Rady Ocalenia Narodowego (1981–1983).

## Życiorys
Syn Jana (1878-1943) i Adeli z Gruszczyńskich (1883-1943). W latach 1927–1935 uczył się w Publicznej Szkole Powszechnej w Gródku Jagiellońskim, w latach 1935-1937 w Niżnej Szkole Rolniczej w Szulbowie, a w latach 1937-1939 w Średniej Szkole Rolniczej w Żyrowcu, powiat Słonim. Podczas wojny pracował jako robotnik rolny. 10 czerwca 1943 był świadkiem zamordowania rodziców i dwojga rodzeństwa przez nacjonalistów ukraińskich w leśniczówce Moszczanica koło Ołyki. Następnie ukrywał się i należał do miejscowej samoobrony.  W marcu 1944 wstąpił w Kiwercach do ludowego Wojska Polskiego. Został wcielony do zapasowego pułku piechoty w Sumach, a następnie wybrany do grupy kandydatów na pilotów. W maju 1944 został skierowany do 9 Wojskowej Szkoły Lotniczej Wyszkolenia Podstawowego w Bugurusłaniu. Po ukończeniu szkolenia od listopada 1944 uczył się w Kaczyńskiej Wojskowej Szkole Lotniczej imienia Miasnikowa w Krasnym Kucie. Po ukończeniu szkoły powrócił do kraju, do Oficerskiej Szkoły Lotniczej w Dęblinie, gdzie kontynuował naukę. 16 lipca 1946 został promowany przez marszałka Polski Michała Rolę-Żymierskiego do stopnia chorążego pilota. Był jednym z pierwszych pilotów w Polsce przeszkolonych na samolotach odrzutowych. Po ukończeniu szkoły oficerskiej został skierowany do 1 pułku lotnictwa myśliwskiego „Warszawa” w Mińsku Mazowieckim, gdzie był kolejno pilotem (1946-1947), starszym pilotem (1947-1948), dowódcą klucza (luty - wrzesień 1948), nawigatorem eskadry (1948-1950), nawigatorem pułku (1950-1951), pomocnikiem dowódcy pułku do spraw pilotażu (1951-1953) i dowódcą pułku (1952-1953). Od maja 1953 był pomocnikiem dowódcy 5 Dywizji Lotnictwa Myśliwskiego do spraw pilotażu, a od września 1954 do września 1956 dowódcą tej dywizji. Od września do grudnia 1956 odbył Kurs Dowódców i Szefów Sztabów Dywizji Lotniczych przy Wojskowej Akademii Lotniczej w Monino koło Moskwy. W latach 1956–1959 był zastępcą dowódcy Wojsk Lotniczych i Obrony Przeciwlotniczej Obszaru Kraju do spraw wyszkolenia bojowego (od 1957 do spraw szkolenia), a od maja 1959 równocześnie szefem Inspektoratu Lotnictwa Myśliwskiego. Od lipca 1959 do sierpnia 1961 studiował w Wojskowej Akademii Sztabu Generalnego Sił Zbrojnych ZSRR im. Klimenta J. Woroszyłowa w Moskwie. Po powrocie do kraju został dowódcą 3 Korpusu Obrony Przeciwlotniczej Obszaru Kraju (od lipca 1962 3 Korpusu Obrony Powietrznej Kraju).
We wrześniu 1961 awansowany uchwałą Rady Państwa PRL do stopnia generała brygady. Nominację wręczył mu  w Belwederze przewodniczący Rady Państwa Aleksander Zawadzki.
Od grudnia 1967 do czerwca 1972 był zastępcą dowódcy Wojsk Lotniczych do spraw szkolenia, a następnie od czerwca 1972 do sierpnia 1976 był Inspektorem ds. Bezpieczeństwa Lotów w MON. W latach 1976–1983 piastował funkcję dowódcy Wojsk Lotniczych (zastąpił na stanowisku dowódcy gen. dyw. pil. Henryka Michałowskiego). Na stanowisku dowódcy Wojsk Lotniczych wdrożył nowy system dowodzenia lotnictwem frontowym. W październiku 1976 awansowany uchwałą Rady Państwa PRL do stopnia generała dywizji. Nominację wręczył mu w Belwederze I sekretarz Komitetu Centralnego PZPR Edward Gierek.
W latach 1981–1983 był członkiem Wojskowej Rady Ocalenia Narodowego. Od maja 1983 pozostawał w dyspozycji MON, a na podstawie rozkazu personalnego MON z 20 września 1984 został przeniesiony w stan spoczynku z dniem 3 grudnia 1984. 
Był członkiem Komitetu Wojewódzkiego PZPR w Poznaniu, delegat na VIII (1980) i IX (1981) Zjazd PZPR. W latach 1981–1986 członek Centralnej Komisji Rewizyjnej PZPR.  Od 1979 zasiadał w Radzie Naczelnej ZBoWiD.
Od 1953 był pilotem wojskowym I klasy z nalotem 3801 godzin. Lot pożegnalny wykonał 3 października 1983. 
Zmarł w Poznaniu. Pochowany 19 lipca 1988 na Cmentarzu Junikowo w Poznaniu. W pogrzebie uczestniczyła delegacja MON z Szefem Głównego Zarządu Szkolenia Bojowego SG WP gen. broni Wojciechem Barańskim. W imieniu Sił Zbrojnych PRL mowę pogrzebową wygłosił Dowódca Wojsk Lotniczych gen. dyw. pil. Tytus Krawczyc.

## Awanse
- chorąży pilot - 1946
- podporucznik - 1947
- porucznik - 1948
- kapitan - 1950
- major - 1951
- podpułkownik - 1952
- pułkownik - 1955
- generał brygady - 1961
- generał dywizji - 1976

## Życie prywatne
Mieszkał w Poznaniu. Od 1947 żonaty z Haliną z domu Finokiet. Małżeństwo miało dwóch synów, obaj zmarli przedwcześnie.

## Odznaczenia
- Krzyż Komandorski z Gwiazdą Orderu Odrodzenia Polski (1983)[3]
- Krzyż Komandorski Orderu Odrodzenia Polski (1969)
- Krzyż Kawalerski Orderu Odrodzenia Polski
- Order Sztandaru Pracy I klasy (1978)
- Order Sztandaru Pracy II klasy (1963)
- Srebrny Krzyż Zasługi (1951)
- Medal 10-lecia Polski Ludowej
- Medal 30-lecia Polski Ludowej
- Medal 40-lecia Polski Ludowej
- Złoty Medal „Siły Zbrojne w Służbie Ojczyzny”
- Srebrny Medal „Siły Zbrojne w Służbie Ojczyzny”
- Brązowy Medal „Siły Zbrojne w Służbie Ojczyzny”
- Złoty Medal „Za zasługi dla obronności kraju”
- Srebrny Medal „Za Zasługi dla Obronności Kraju”
- Brązowy Medal „Za Zasługi dla Obronności Kraju”
- Odznaka „Zasłużony Pilot Wojskowy PRL” (1979)
- Pamiątkowa odznaka XX-lecia Oficerskiej Szkoły Lotniczej (1965)
- Złota odznaka „Za pracę społeczną dla miasta Krakowa” (1968)[4]
- Odznaka honorowa „Za zasługi dla Gdańska” (1965)[5]
- Medal „Za umacnianie braterstwa broni” (Bułgaria, 1980)
- Medal „Za umacnianie Przyjaźni Sił Zbrojnych” I stopnia (Czechosłowacja, 1980)
- Order „Za Zasługi Wojenne” z Gwiazdą (Jugosławia, 1967)
- Order Wojny Ojczyźnianej I stopnia (ZSRR, 1968)
- Medal jubileuszowy „Trzydziestolecia zwycięstwa w Wielkiej Wojnie Ojczyźnianej 1941–1945” (ZSRR)
- Medal jubileuszowy „60 lat Sił Zbrojnych ZSRR” (ZSRR)
- Medal „Za umacnianie braterstwa broni” (ZSRR)